# Ultimul exorcism
Ultimul exorcism sau Ultima exorcizare (în engleză The Last Exorcism) este un film american din 2010 de  înregistrare recuperată supranatural de groază regizat de Daniel Stamm. În film joacă actorii Patrick Fabian, Ashley Bell, Iris Bahr și Louis Herthum.
După mai mulți ani de practicare a exorcizărilor, un preot deziluzionat decide să participe la un documentar care să prezinte ultimul său exorcism, pentru a demasca în același timp farsa misiunii sale de evanghelizare. După ce a primit o scrisoare de la un fermier care i-a cerut ajutor în alungarea diavolului, el se întâlnește cu fiica afectată a fermierului. Filmul a primit recenzii pozitive din partea criticilor și a avut succes la box office, obținând peste 67 de milioane de dolari la un buget de 1,8 milioane de dolari.
O continuare, Ultimul exorcism 2 (în engleză The Last Exorcism Part II), regizată de Ed Gass-Donnelly a fost lansată la 1 martie 2013, continuă povestea fiicei fermierului, dar nu este în genul înregistrare recuperată.

## Intrigă
Producătorii de film Iris și Daniel îl urmează pe Cotton Marcus, un reverend care trăiește în Baton Rouge, Louisiana, care încearcă să delegitimizeze exorcismele. Marcus, care și-a pierdut credința după nașterea fiului său bolnav, s-a obișnuit să facă exorcizări false asupra unor indivizi „posedați”. El acceptă o cerere de exorcizare trimisă de fermierul Louis Sweetzer, care susține că animalele sale sunt sacrificate de fiica sa Nell; Louis bănuiește că Nell este posedată de Satan. 
Marcus sosește și susține că Nell este posedată de Abalam, un demon puternic. El convinge familia că a alungat demonul și pleacă, crezând că el și echipa sa au vindecat-o de o stare mentală care a fost diagnosticată greșit ca fiind posesie. În noaptea aceea, Nell apare în camera motelului lui Marcus, vizibil afectată. Marcus o duce pe Nell la spital pentru teste, care concluzionează că se află în perfectă stare fizică. Marcus merge să-l vadă pe fostul pastor al lui Louis, Joseph Manley, care îl informează pe Marcus că nu l-a văzut pe Nell de trei ani. Dimineața, Louis o duce pe Nell acasă, dar o leagă de pat după ce aceasta taie fața fratelui ei Caleb cu un cuțit. 
Marcus o eliberează pe Nell de legăturile sale și, mai târziu, o găsește încercând să înece o păpușă în timp ce aparent este somnambulă. Când toată lumea află că Nell este însărcinată, Iris îl acuză pe Louis de incest, dar Marcus respinge ideea. În noaptea aceea, Nell intră în hambarul tatălui ei, unde lovește brutal o pisică până la moarte. Iris și Daniel descoperă picturile ei morbide; în plus față de moartea pisicii, găsesc un desen cu Marcus stând în fața unei flăcări mari cu un crucifix, Iris fără mâini și Daniel decapitat. Marcus îl confruntă pe Louis în privința sarcinii lui Nell; Louis insistă că Nell este virgină și că a fost impregnată de un demon. Ofensat de insistența lui Marcus că nu un demon este implicat, Louis cere ca echipa să plece și face aluzie la intenția sa de a-l ucide pe Nell. Echipa încearcă să scape de Nell, care îl atacă pe Marcus înainte ca Louis să amenințe că o împușcă. Marcus se oferă să încerce un al doilea exorcism pentru a-l descuraja în timp ce Nell îl roagă pe Louis să o omoare. 
În timpul exorcizării, „Abalam” este de acord să o elibereze pe Nell doar dacă Marcus poate rămâne tăcut timp de zece secunde. În fiecare secundă, Nell își rupe unul dintre degete. După trei secunde, Marcus țipă ca Abalam să se oprească; Abalam îl întreabă pe Marcus dacă dorește o „felație”. Marcus contestă faptul că un demon ar cunoaște numele real al actului sexual și ajunge la concluzia că Nell nu este posedată, ci o fată tulburată și rușinată. Nell este supărată că și-a pierdut virginitatea pentru un băiat pe nume Logan, lucru pe care Louis îl respinge din nou. Marcus și echipa îl întâlnesc pe Logan, care le explică că este homosexual și singurul contact pe care l-a avut cu Nell a fost o scurtă conversație la casa lui Manley acum șase luni; echipa își dă seama că Manley a mințit că nu a văzut-o pe Nell. Se întorc la ferma familiei Sweetzer, pe care o găsesc goală și acoperită cu numeroase simboluri oculte și de contracultură pe pereții acesteia. 
Grupul urmărește sunetul vocilor în pădure, unde văd un foc mare și membrii unui cult format din oameni cu glugă conduși de Manley. Louis este legat, zguduit și legat la ochi, în timp ce personajele cu glugă se roagă în jurul unui altar, pe care este culcată și este legată Nell. Ea naște un copil care nu e uman. Manley aruncă copilul în foc, ceea ce face ca focul să crească rapid pe măsură ce se  aud urlete demonice. Marcus, cu credința sa refăcută, își ia crucea și se repede spre foc pentru a combate răul. Iris și Daniel fug, iar Iris este prinsă de membrii adunării și ucisă cu un topor. Cameramanul Daniel continuă să alerge înainte ca Caleb să-l decapiteze și camera de filmat îi cade din mâini în ultima scenă a filmului. 

## Distribuție
- Patrick Fabian - Cotton Marcus [18]
- Ashley Bell ca Nell Margaret Sweetzer [19]
- Iris Bahr ca Iris Reisen [20]
- Louis Herthum ca Louis Sweetzer [21]
- Caleb Landry Jones - Caleb Sweetzer [22]
- Tony Bentley ca pastorul Manley [23]
- Shanna Forrestall ca doamna Marcus [24]
- Becky Fly ca Becky [25]
- Denise Lee ca asistent [26]
- Logan Craig Reid ca Logan [27]
- Adam Grimes ca Daniel Moskowitz
- Jamie Alyson Caudle ca închinător la Satana [28]
- Allen Boudreaux ca închinător la Satana [29]

## Lansare
Filmul a fost programat să facă parte din festivalul de film South by Southwest din 2010.Cu toate acestea, la 12 februarie 2010, Lionsgate a achiziționat drepturile pentru distribuția în SUA și a stabilit lansarea filmului pentru 27 august 2010.
Filmul a avut premiera mondială la Festivalul de Film de la Los Angeles din 24 iunie 20100 și a fost prezentat aici de Eli Roth și Daniel Stamm. Membrii distribuției au fost de asemenea prezentați publicului:  Patrick Fabian, Ashley Bell, Louis Herthum, Caleb Landry Jones, Iris Bahr și Tony Bentley. Ultimul exorcism a fost ultimul film proiectat pe ecran la 30 august 2010, la Film4 FrightFest 2010 de la Londra.
Bloody Disgusting a fost gazda proiecției de la San Diego Comic-Con International din 2010 iar cea de-a doua proiecție din 24 iulie 2010 l-a avut ca narator pe Eli Roth.

### Controverse legate de afiș
În Marea Britanie, afișul film a arătat o fată tânără, care purta o rochie împroșcată cu sânge, aplecată spre spate sub un crucifix. Acest afiș a primit 77 de reclamații, reclamanții descriindu imaginea drept „jignitoare”, „tulburătoare” și „neadecvată pentru vizionarea publică”. De asemenea, două persoane au susținut că fata din afiș părea să fi suferit o agresiune sexuală, o plângere care nu a fost confirmată. Agenția de standarde publicitare a decis că imaginea nu poate fi utilizată pe un afiș public, dar era acceptabilă pentru coperta a IV-a a revistei Cineworld magazine.

### Campanie virală
Ultimul exorcism a folosit Chatroulette, un site de chat online, ca mijloc al campaniei sale virale care implică o fată care se preface că seduce, apoi se oprește și se transformă într-un monstru. La final, adresa URL a site-ului oficial al filmului este afișată pe ecran.

### Lansare pentru acasă
Ultimul exorcism a fost lansat pe DVD și Blu-ray pe 4 ianuarie 2011. Versiunea Blu-ray include și DVD-ul filmului și o copie digitală.

## Primire

### Primire critică
Ultimul exorcism a primit recenzii în general pozitive din partea criticilor, având un rating de aprobare de 72% pe Rotten Tomatoes pe baza a 161 recenzii și un scor mediu de 6,17 din 10. Consensul site-ului este „Nu îndeplinește complet promisiunea de a avea o premiză în stil Blair Witch (Proiect Vrăjitoarea), dar oferă un număr surprinzător de emoții inteligente.” Filmul a primit un scor de 63 din 100 pe Metacritic, indicând recenzii în general favorabile. Pe Yahoo! Movies filmul are un scor B bazat pe douăsprezece recenzii.
Jeannette Catsoulis de la The New York Times a dat filmului 4 stele din 5 și a scris că a fost „Un mic film neobișnuit de restrâns și cu adevărat înfricoșător, aflat la intersecția credinței, folclorului și a pubertății feminine”. Pe de altă parte, Joe Neumaier de la New York Daily News a dat filmului doar 1 stea din 5 și a scris că „unele dintre trucurile contorsioniste ale lui Bell nu sunt la fel de înspăimântătoare ca cele mai bune momente din Activitate paranormală sau chiar ca unele dintre episoadele mai bune din „Scooby-Doo”.

### Box office
Ultimul exorcism a fost la premiera sa pe locul #2 la box office-ul american în weekend-ul din 27 august 2010, după filmul Takers (Fură și fugi, r. John Luessenhop). A încasat 20.366.613 de dolari americani în 2.874 de cinematografe în primele sale trei zile de la premieră. Ultimul exorcism a avut un buget de 1,8 milioane de dolari americani. Filmul a rămas în top cinci, ajungând pe locul patru în cel de-al doilea weekend. Filmul a ajuns la încasări de 41 de milioane de dolari americani pe piața internă și 26,7 milioane de dolari americani în restul lumii, ajungând la un total 67,7 milioane de dolari americani în toată lumea.

### Premii și nominalizări
| Anul | Premiu                   | Categorie                       | Destinatar   | Rezultat     |
| ---- | ------------------------ | ------------------------------- | ------------ | ------------ |
| 2011 | People's Choice Award    | Favorite Horror Movie           |              | Nominalizare |
| 2011 | Independent Spirit Award | Best First Feature              | Daniel Stamm | Nominalizare |
| 2011 | Independent Spirit Award | Best Supporting Female          | Ashley Bell  | Nominalizare |
| 2011 | MTV Movie Award          | Best Scared-As-Shit Performance | Ashley Bell  | Nominalizare |
| 2011 | Empire Awards            | Best Horror                     | N/A          | Câștigat     |

## Continuare
La 23 august 2011, The Hollywood Reporter a anunțat că o continuare a filmului este în lucru. La 20 aprilie 2012, a fost dezvăluit titlul complet al filmului ca Beginning of the End: The Last Exorcism II (Începutul sfârșitului: Ultimul exorcism 2). Filmul a fost regizat de Ed Gass-Donnelly, după un scenariu de Damien Chazelle (care a mai regizat și scris Guy și Madeline pe o bancă în parc).  Ashley Bell a reprimit rolul Nell. La 2 ianuarie 2013, a fost lansat afișul filmului, care a dezvăluit titlul final ca fiind The Last Exorcism Part II (Ultimul exorcism 2). Filmul a fost produs tot de Eli Roth.

## Vezi și
- Listă de filme de groază din 2010
- Film satanic
- 2010 în cinematografie
- Listă de filme de înregistrare recuperată